# Abraham Polonsky
Abraham Polonsky, ameriški scenarist, pisatelj, dramatik in odvetnik rusko-judovskega rodu, * 5. december 1910, New York, zvezna država New York, ZDA, † 26. oktober 1999, Beverly Hills, Kalifornija, ZDA.
Njegov scenarij za film Body and Soul (1947), v katerem sta igrala John Garfield in Lilli Palmer, je bil predlagan za oskarja.